# Portepee

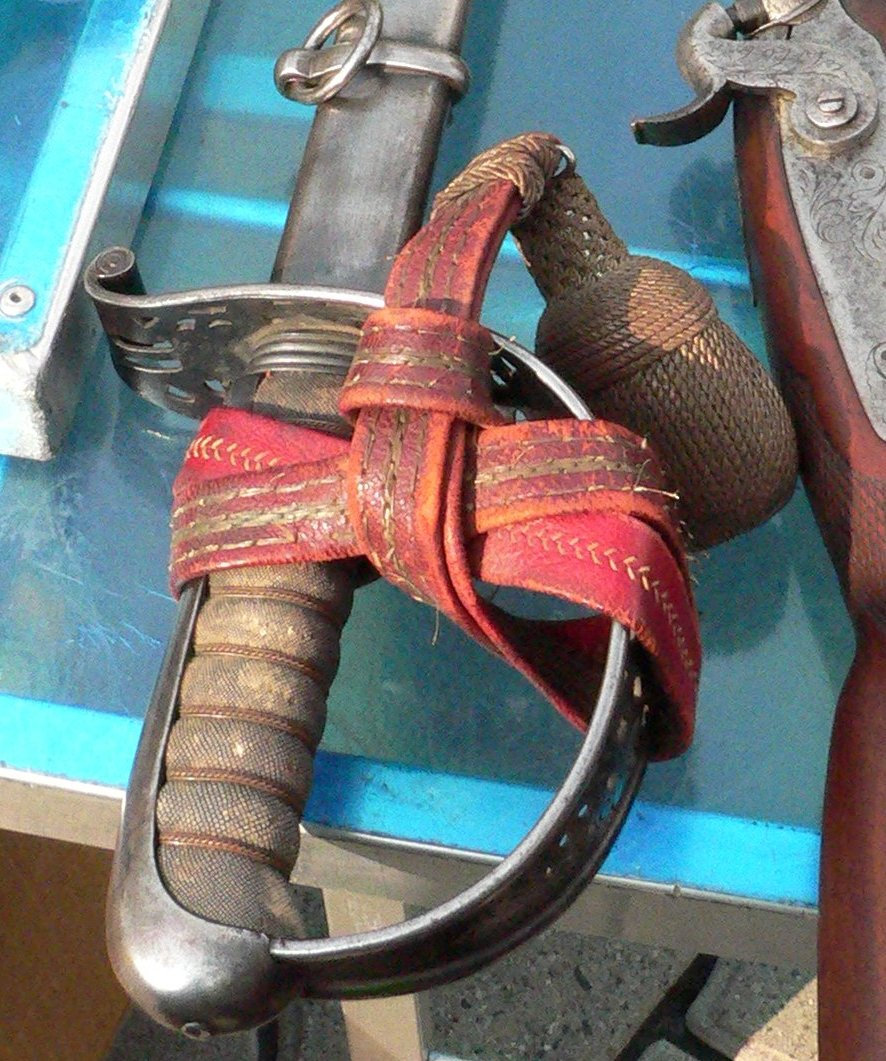
Säbel mit Portepee

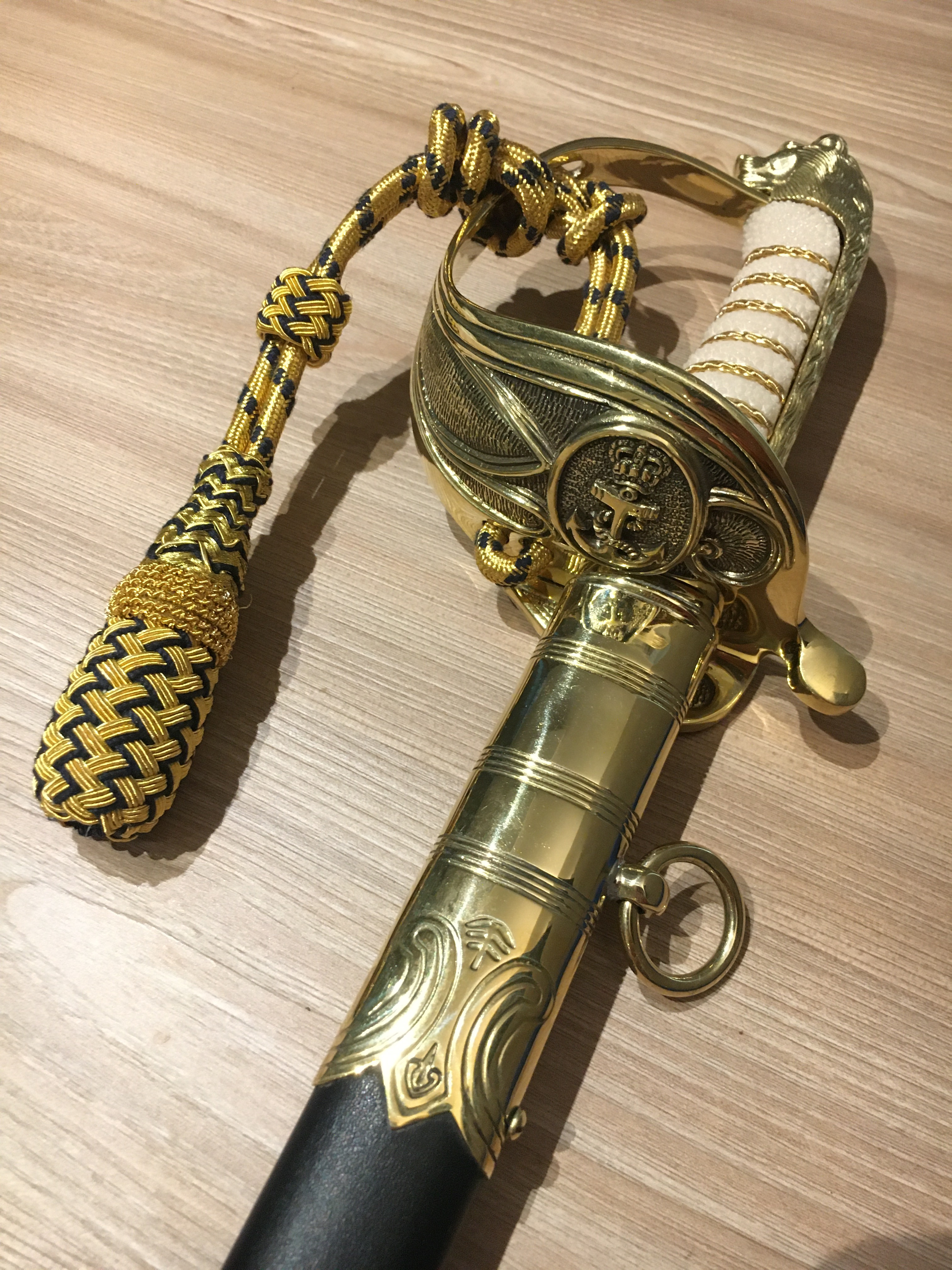
Offiziersdegen der Royal Navy mit Portepee (engl. sword knot)

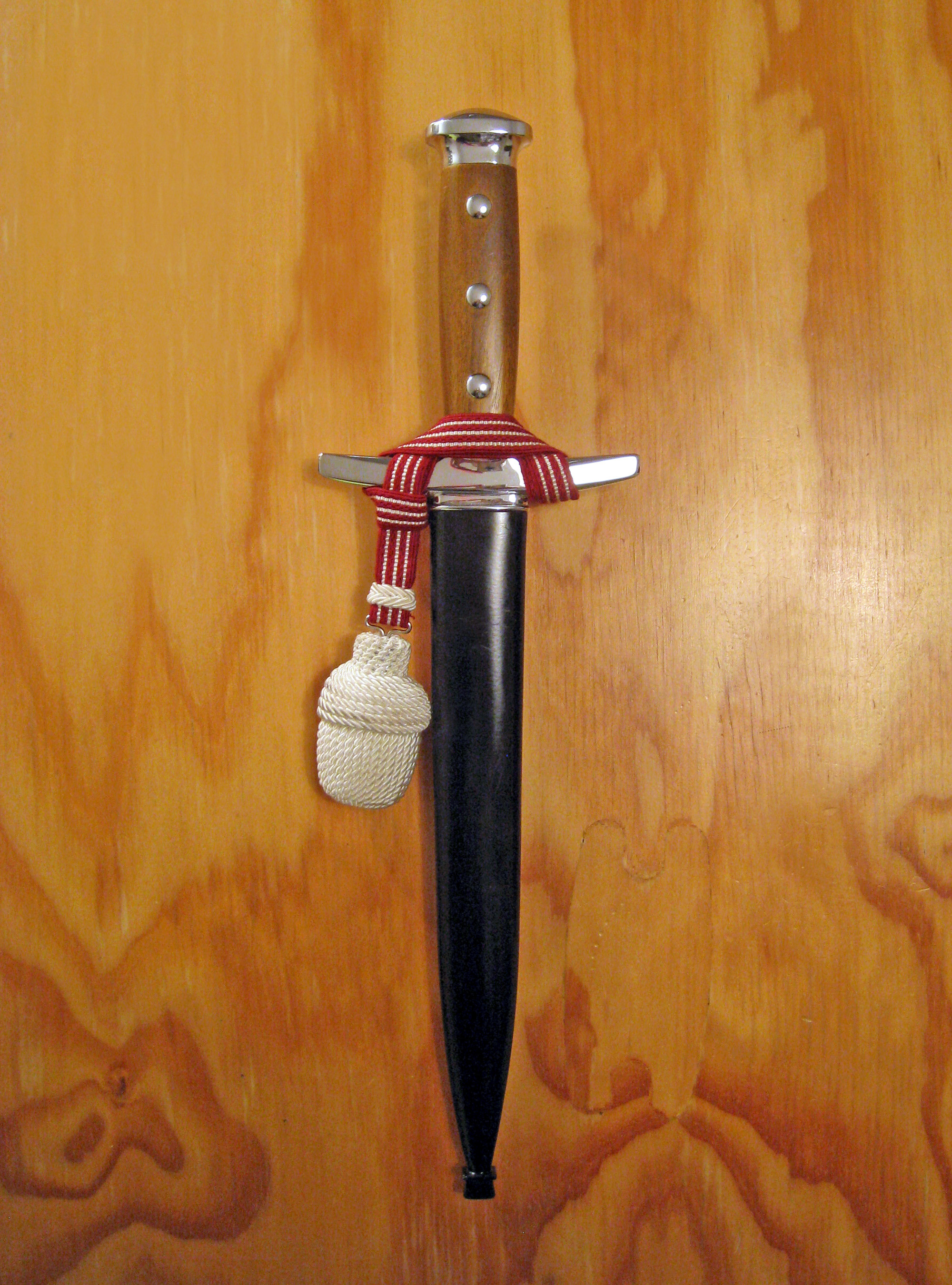
Schweizer Offiziersdolch

Das Portepee (IPA: [pɔʁteˈpeː], anhörenⓘ; französisch porte-épée ‚Schwerttrage‘, ‚Schwertgehenk‘), auch Faustriemen und insbesondere in der Schweiz auch Schlagband genannt, war ursprünglich eine um Griff und Bügel einer Hiebwaffe sowie um das Handgelenk des Kämpfers geschlungene Schlaufe, die das Herabfallen der Waffe im Kampf verhindern sollte. Später entwickelte sich daraus ein Standesabzeichen für Offiziere und Feldwebel.
Bei der Bundeswehr werden noch heute die Feldwebeldienstgrade als Unteroffiziere mit Portepee (UmP) bezeichnet. In der Marine ist der Begriff „PUO“ (Portepeeunteroffiziere) für die Bootsleute gebräuchlich.
Der Begriff Portepee taucht auch in einer Redewendung auf. Wenn man jemanden „beim Portepee fasst“, so aktiviert man deren oder dessen Ehrgefühl.

## Geschichte
Der bereits im 16. Jahrhundert im Französischen nachweisbare Begriff bezeichnete zunächst alle Griffschlaufen für Seitenwaffen (Degen, Säbel, Pallasch, Schwert), egal, ob sie von Mannschaften, Unteroffizieren oder Offizieren geführt wurden. Das Portepee sollte, insbesondere bei berittenen Kämpfern, einerseits verhindern, dass im Kampf die Waffe aus der Hand auf den Boden fallen konnte, andererseits ermöglichen, eine Feuerwaffe (Pistole) zu gebrauchen, ohne die Klinge in die Scheide stecken zu müssen.
Portepees hatten dort, wo die Leder- oder Stoffriemen zur Schlaufe zusammengenäht waren, eine Quaste. Diese Quaste war für die niedrigeren Dienstgrade aus Wolle gefertigt. Offiziere ließen sich bereits früh Quasten aus Metallgespinst anfertigen, die nicht mehr fransig endeten, sondern ein festes nuss- oder eichelähnliches Ende hatten. Die Halteschlaufen der Soldaten der Kavallerieverbände und der Berittenen Artillerie behielten die deutsche Bezeichnung Faustriemen, bei den übrigen Soldaten hieß sie Troddel.
Im kaiserlichen Heer, der Reichswehr und der Wehrmacht diente der mit Troddeln in verschiedenen Farben versehene Faustriemen als Zierde am Seitengewehr und Unterscheidungsmerkmal von militärischen Einheiten.
Der ursprüngliche Faustriemen der Offiziere und der Unteroffiziere ab Feldwebel aufwärts war in den meisten Heeren mit Silber- oder Goldgeflecht versehen und wurde Portepee genannt.

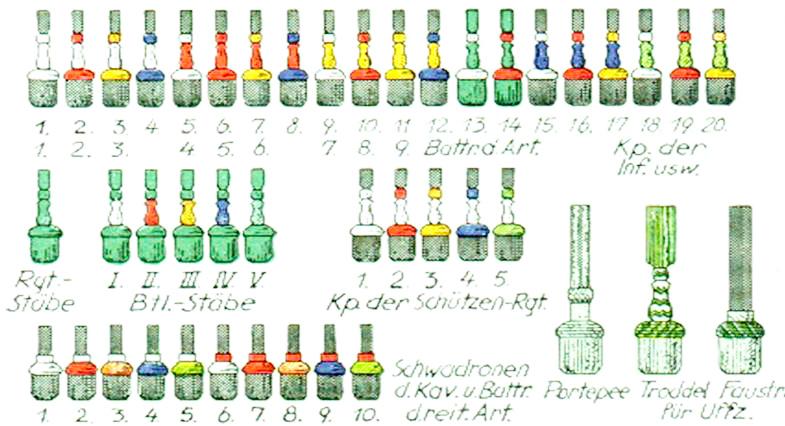
Farben der Troddeln und Faustriemen der Wehrmacht
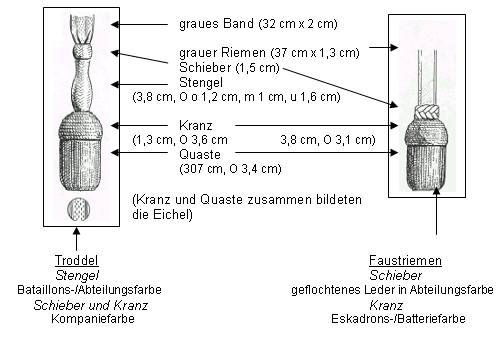
Maße der Troddeln und Faustriemen

Schon im 18. Jahrhundert wurde das Portepee in Preußen hauptsächlich Standesabzeichen des Offiziers, da es noch keine Rangabzeichen gab und Schärpe und Ringkragen nur im Dienst getragen wurden. Mit dem Portepee hatte der Offizier auch außerhalb des Dienstes Anspruch auf die seinem Rang zustehenden Ehrenbezeugungen. Den Feldwebeln der preußischen Armee wurde das Portepee seit 1741 zunächst in Teilen der Garde, ab 1789 allgemein zugebilligt. Das Abzeichen wurde zunächst am Mannschaftssäbel, seit 1822 am Offiziersdegen getragen, der am Mannschaftskoppel anzulegen war. Auch dem 1846/1873 eingeführten Dienstgrad Vizefeldwebel war das Portepee erlaubt. Seitdem gibt es die Dienstgradgruppe der Unteroffiziere mit (bzw. ohne) Portepee. Ferner durften auch uniformierte Staatsbeamte des gehobenen Dienstes das Portepee tragen.
Das Portepee wurde nach dem Zweiten Weltkrieg bei Bundeswehr und NVA nicht mehr verwendet. Das Metallgespinst der Portepees findet sich noch heute in den Uniformen der Bundeswehr als Kragen- und Schulterklappenpaspelierung der Offiziere (Generale in Gold, übrige Offiziere in Silber). Unteroffiziere mit Portepee haben eine altgoldene Kragenpaspelierung, die an das Metallgespinst der Portepees erinnert.
Beim österreichischen Bundesheer wird das Portepee noch zur Paradeuniform getragen.

## Aufbau und Farben
Das Portepee besteht aus Band, Schieber, Stängel, Kranz und Quaste. Die Quasten für Unteroffiziere im Preußischen Heer hatten die Form einer Eichel. In der Wehrmacht wurden nur noch Portepees in Form von Eicheln ausgegeben, diese Portepees waren silbern.
In Deutschland trugen Mannschaften und Unteroffiziere ohne Portepee der Kavallerie und der Berittenen Artillerie am Säbel einen Faustriemen. Dieser bestand aus ledernem Riemen, Schieber, Kranz und Quaste. Der Schieber lag direkt auf dem Kranz der Quaste auf und war aus Lederstreifen in Abteilungsfarbe geflochten. Der Kranz war in der Schwadrons- oder Batteriefarbe gehalten. Portepeeunteroffiziere und Offiziere führten stattdessen ein Portepee.
Die Portepees der österreichischen Offiziere haben eine offene Quaste und sind goldfarben.
Das Schlagband in der Schweizer Armee ist rot. Für Offiziere kommt eine weiße, für höhere Unteroffiziere eine rot-weiße Quaste hinzu.